# Willi Dietrich
Willi Dietrich (20 de Dezembro de 1909 - 29 de Abril de 1945) foi um comandante de U-Boot que serviu na Kriegsmarine durante a Segunda Guerra Mundial.